# Colombias herrlandslag i fotboll
Colombias herrlandslag i fotboll (spanska: Selección de fútbol de Colombia), även kallade Los Cafeteros (kaffeodlarna) på grund av den stora kaffeproduktionen i Colombia, representerar Colombia i fotboll på herrsidan. 
Man spelade sin första officiella landskamp den 10 februari 1938, då man föll med 1-3 mot Mexiko i Panama City i samband med de centralamerikanska och karibiska spelen. 
Den största framgången för Colombia genom tiderna är antagligen Copa América 2001, där man tog guld efter att ha slagit Mexiko i finalen och dessutom vann sina samtliga 6 matcher i turneringen utan att släppa in ett enda mål. Själv gjorde colombianerna 11 mål under turneringen och skyttekung blev Víctor Aristizábal med sina 6 mål.

## Nuvarande trupp
Följande 23 spelare är uttagna till Världsmästerskapet i fotboll 2018.
Antalet landskamper och mål är korrekta per den 19 juni 2018 efter matchen mot Japan.
| Nr | Pos. | Namn                   | Födelsedatum (ålder)      | Matcher | Mål |               | Klubb                  |
| -- | ---- | ---------------------- | ------------------------- | ------- | --- | ------------- | ---------------------- |
| 1  | MV   | David Ospina           | 31 augusti 1988 (29 år)   | 87      | 0   | England       | Arsenal                |
| 12 | MV   | Camilo Vargas          | 9 mars 1989 (29 år)       | 5       | 0   | Colombia      | Deportivo Cali         |
| 22 | MV   | José Fernando Cuadrado | 1 juni 1985 (33 år)       | 1       | 0   | Colombia      | Once Caldas            |
|    |      |                        |                           |         |     |               |                        |
| 2  | F    | Cristián Zapata        | 30 september 1986 (31 år) | 55      | 2   | Italien       | Milan                  |
| 3  | F    | Óscar Murillo          | 18 april 1988 (30 år)     | 14      | 0   | Mexiko        | Pachuca                |
| 4  | F    | Santiago Arias         | 13 januari 1992 (26 år)   | 42      | 0   | Nederländerna | PSV Eindhoven          |
| 13 | F    | Yerry Mina             | 23 september 1994 (23 år) | 12      | 3   | Spanien       | Barcelona              |
| 17 | F    | Johan Mojica           | 21 augusti 1991 (26 år)   | 5       | 1   | Spanien       | Girona                 |
| 18 | F    | Farid Díaz             | 20 juli 1983 (34 år)      | 13      | 0   | Paraguay      | Club Olimpia           |
| 23 | F    | Dávinson Sánchez       | 12 maj 1996 (22 år)       | 10      | 0   | England       | Tottenham Hotspur      |
|    |      |                        |                           |         |     |               |                        |
| 5  | MF   | Wílmar Barrios         | 16 oktober 1993 (24 år)   | 11      | 0   | Argentina     | Boca Juniors           |
| 6  | MF   | Carlos Sánchez         | 6 februari 1986 (32 år)   | 86      | 0   | Spanien       | Espanyol               |
| 8  | MF   | Abel Aguilar           | 6 januari 1985 (33 år)    | 70      | 7   | Colombia      | Deportivo Cali         |
| 10 | MF   | James Rodríguez        | 12 juli 1991 (26 år)      | 64      | 21  | Tyskland      | Bayern München         |
| 11 | MF   | Juan Cuadrado          | 26 maj 1988 (30 år)       | 71      | 7   | Italien       | Juventus               |
| 15 | MF   | Mateus Uribe           | 21 mars 1991 (27 år)      | 8       | 0   | Mexiko        | América                |
| 16 | MF   | Jefferson Lerma        | 25 oktober 1994 (23 år)   | 6       | 0   | Spanien       | Levante                |
| 20 | MF   | Juan Fernando Quintero | 18 januari 1993 (25 år)   | 16      | 3   | Argentina     | River Plate            |
|    |      |                        |                           |         |     |               |                        |
| 7  | A    | Carlos Bacca           | 8 september 1986 (31 år)  | 46      | 14  | Spanien       | Villarreal             |
| 9  | A    | Radamel Falcao         | 10 februari 1986 (32 år)  | 74      | 29  | Frankrike     | Monaco                 |
| 14 | A    | Luis Muriel            | 16 april 1991 (27 år)     | 18      | 2   | Spanien       | Sevilla                |
| 19 | A    | Miguel Borja           | 26 januari 1993 (25 år)   | 7       | 2   | Brasilien     | Palmeiras              |
| 21 | A    | José Izquierdo         | 7 juli 1992 (25 år)       | 6       | 1   | England       | Brighton & Hove Albion |

### Fotnoter
1. ↑  ”Men's Ranking”. Fifa. https://inside.fifa.com/fifa-world-ranking/men?dateId=id14415. Läst 2 juli 2024.
2. ↑  ”Årets skytteliga i Copa America” (på svenska). Sportbladet. 29 juli 2001. https://www.aftonbladet.se/sportbladet/fotboll/article10223827.ab. Läst 1 juli 2018.